# Jacek Popiel
Jacek Józef Popiel (* 1. August 1954 in Krakau) ist ein polnischer Theaterwissenschaftler und Rektor der Jagiellonen-Universität in Krakau.

## Leben
Jacek Popiel begann 1973 ein Polonistikstudium an der Jagiellonen-Universität.
Dieses schloss er 1977 ab und begann an der Universität zu arbeiten, ab 1978 war er parallel dazu an der Akademie für Theaterkunst tätig.
Jacek Popiel promovierte 1985. Ab 1984 war er für fünf Jahre Dekan für studentische Angelegenheiten an der sprachwissenschaftlichen Fakultät. 1990 bis 1993 war er Dekan der Fakultät für Schauspielerei, 1994 Prorektor und ab 1996 bis 2002 Rektor der Akademie für Theaterkunst.
Seine Habilitation in Theaterwissenschaften erfolgte 1995 oder 1996. Ab 1996 wurde er zum Rektor der Akademie für Theaterkunst und blieb dies bis 2002 wo er zum Direktor des Polonistikinstituts der Jagiellonen-Universität wurde. 2005 bis 2012 war er Dekan des Fachbereichs für Polonistik. Ab 2009 bis 2020 war er zudem Leiter des Lehrstuhls für Theater und Dramaturgie, die Position hatte er kurzfristig schon 2002 inne.
2007 wurde er zum Professor ernannt. 2012 wurde er zum Prorektor für Fachbereichspolitik und Finanzen. Für die Amtszeit von 2020 bis 2024 wurde er als Nachfolger von Wojciech Nowak zum Rektor der Jagiellonen-Universität gewählt.

## Veröffentlichungen
- Sztuka dramatyczna Karola Huberta Rostworowskiego, Breslau 1990, ISBN 9788370440152
- Dramat i teatr po roku 1945, Breslau 1994, ISBN 9788370440695
- Dramat a teatr polski dwudziestolecia międzywojennego, Krakau 1995, ISBN 9788370523237
- Historia dramatu. Antyk – Średniowiecze, Krakau 1996, ISBN 8390532816
- Krakowska Szkoła Teatralna : 50 lat PWST im. Ludwika Solskiego., Krakau 1997, ISBN 9788390532820
- Los artysty w czasach zniewolenia. Teatr Rapsodyczny 1941–1967, Krakau 2006, ISBN 9788323321538
- Teatr Jednego Aktora Danuty Michałowskiej, Breslau 2010, ISBN 9788362290048
- Teatr Danuty Michałowskiej. Od „Króla–Ducha” do „Tryptyku rzymskiego”, Krakau 2011, ISBN 9788323331674

## Auszeichnungen
Für seine Tätigkeiten erhielt Jacek Popiel folgende Auszeichnungen:
- Medaille des Nationalen Bildungsausschusses, 1996
- Silbernes Verdienstkreuz der Republik Polen, 2002
- Die goldene Gloria-Artis-Medaille für kulturelle Verdienste, 2007
- Ritter des Orden Polonia Restituta, 2012
- Der Jean-Paul-II-Preis der Europe Chrétienne, 2015[5]